# Rape of the World Tour
Rape of the World Tour — світовий концертний тур американського рок-гурту Marilyn Manson. Він стартував на підтримку шостого студійного альбому Eat Me, Drink Me, який було видано 5 червня 2007 р.

## Виступ
У постановці туру прослідковується вплив «Аліси в Країні чудес». Особливості виступів:

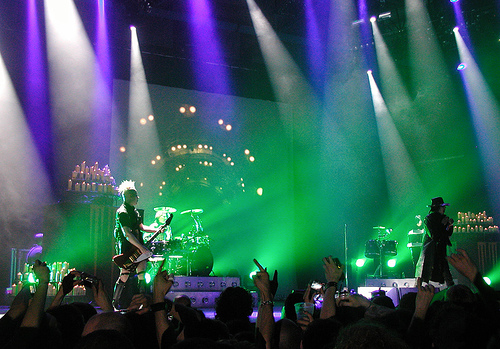
Менсон виконує «If I Was Your Vampire» у Флоренції.

- Іноді на сцені під час першої композиції «If I Was Your Vampire» можна було помітити безліч свічок (імовірно штучні).
- Протягом перших п'яти етапів туру на «The Fight Song» на сцені встановлювали боксерський ринг, Менсон одягав боксерський халат. Зі стелі звисав мікрофон ведучого на ринзі.
- На «The Dope Show» у рядку «The drugs they say are made in California» (англ. «Кажуть, що наркотики виробляють у Каліфорнії») «Каліфорнія» інколи замінюється на місто чи країну, де проходить концерт (такі випади траплялися й під час попередніх турів). У більшості випадків назва міста з'являється позаду на екрані разом зі словом «Drugs». Починаючи з геловінського виступу в «The Palms» фронтмен співав перед «The Dope Show» фраґмент з пісні The Beatles «Happiness is a Warm Gun», наступна частина треку використовувалася як вступ до «The Reflecting God».
- На «The Reflecting God» спеціальна платформа піднімала фронтмена вгору (як під час виконання «Cruci-Fiction in Space» у турі Guns, God and Government Tour та «Para-Noir» у турі Grotesk Burlesk Tour, тільки без спідниці).
- Анімаційні заставки на екрані:
  - «Irresponsible Hate Anthem»: Швидкий монтаж слів «Love», «Hate», «Drugs», «Sex», «God», «Death», який пізніше став використовуватися лише на «The Reflecting God», його замінили копією газетного повідомлення про стрілянину 2007 р. у школі в Фінляндії.
  - «Just a Car Crash Away»: Лінія серцебиття з медичних апаратів, що утворювала на екрані дві літери M.
  - «You and Me and the Devil Makes 3»: Рот Менсона, що співає на чорному тлі, зроблений у стилі червоних губ з «Шоу жахів Роккі Горрора». Відео також містило фраґменти аварії «Гінденбурга».
  - «The Dope Show»: Пігулка з написом «Eat Me» спереду й Лотаринзьким хрестом ззаду, що без зупину оберталася. Пізніше під час туру на екрані з'являлося зображення корпоративної картки American Express, що належала Менсону (номери змінено), з кокаїновими доріжками.
  - Червоні очі із сердечками, що присутні в буклеті Eat Me, Drink Me, акварель авторства Менсона «Les Fleurs du Mal» (альтернативна версія).
- Мікрофон у формі ножа.
- Величезний стілець на «Are You the Rabbit?»
- Під час «Heart-Shaped Glasses (When the Heart Guides the Hand)» на сцену виходив робот Еван Рейчел Вуд, розроблений Руді Кобі. Робот штовхав візок з тортом до уродин та пляшкою Менсенту. Також на ньому лежав фотоапарат, яким лідер гурту робив полароїдні знімки робота, котрі він потім кидав у натовп. На деяких концертах Месон знімав голову манекена й співав йому пісню, брав його окуляри, одягав на себе та кидав їх до натовпу. Він також знімав руки робота й обнімав себе ними.
- На деяких шоу на «Heart-Shaped Glasses (When the Heart Guides the Hand)» використувалося червоне та чорне конфеті, а на «The Beautiful People» — біле.
- Повернення подіуму часів Dead to the World Tour та спалення Біблії на «Antichrist Superstar».
- Під час виконання «The Beautiful People» Менсон часто залишав сцену й спускався до фанів, щоб завершити концерт, стоячи при цьому за захисним бар'єром. В інтерв'ю «MTV Данія» лідер групи заявив, що він робить це, щоб «концет не став занадто відчуженим».
- Як інтерлюдії між піснями поки встановлювали нові реквізити звучали різні семпли з треків «Sweet Tooth», «Abuse, Part 1» та «Track 99», проказані уривки з фільмів «Аліса в Країні чудес» (1933), «Лоліта» й «Страх і ненависть у Лас-Вегасі».

Спочатку Менсон виходив на сцену в шкіряній куртці з обрізаними рукавицями й у чорній сорочці з довгими рукавами для виконання першої пісні «If I Was Your Vampire» та «Disposable Teens». В європейському етапі під час виходу на біс («Are You the Rabbit?» чи «The Nobodies», у Парижі — «Eat Me, Drink Me») фронтмен був одягнений у смугасту біло-золоту сорочку з довгими рукавами. Пізніше її замінили на чорну футболку з відрізаними рукавами. Коли відбувся дебют мікрофона у формі ножа, Менсон виконував першу пісню в такому ж одязі з чорними рукавицями по лікоть. У деякі дати на фронтмені були сріблясті штани та чорна сорочка. Тоді на «If I Was Your Vampire» він носив чорну сорочку з рюшем, а на «Are You the Rabbit?» — чорну пір'яну горжетку та рожеві рукавиці.
Після виступу з Елісом Купером Менсон почав носити футболку з анімованим кроликом, а пізніше — обрізану футболку зі скелетом на грудях. Інший одяг цього періоду: циліндр і смугасті штани (іноді шкіряний тренч та піджак) на «mOBSCENE», піджак з пришитим написом «333 HALF EVIL», боксерський халат на «The Fight Song» зі спіраллю у формі серця спереду й логотипом двох іклоподібних червоних літер M, з яких стікала кров, ззаду, білий піджак, подібний носив Елвіс Преслі, на «Rock Is Dead». «Antichrist Superstar» фронтмен, як і раніш, виконував у темно-синьо-червоному костюмі. На «The Beautiful People» він інколи знімав його й одягав сріблясту версію футболки з кроликом.

## Сет-ліст
Нижче наведено перелік пісень, які звучали найчастіше, у порядку, в котрому вони зазвичай виконувалися. Стандартний сет-ліст складався з 14-18 повноцінних композицій.
1. «Trio No. 2 in E-Flat Major for Piano, Violin, and Violoncello» (Intro)
2. «Cruci-Fiction in Space»
3. «Disposable Teens»
4. «You and Me and the Devil Makes 3»
5. «Irresponsible Hate Anthem»
6. «Great Big White World»
7. «Are You the Rabbit?»
8. «mOBSCENE»
9. «Mechanical Animals»
10. «If I Was Your Vampire»
11. «Heart-Shaped Glasses (When the Heart Guides the Hand)»
12. «The Love Song»
13. «Sweet Dreams (Are Made of This)»/«Lunchbox» (Medley)
14. «Rock 'n' Roll Nigger»
15. «Tourniquet»
16. «Little Horn»
17. «The Fight Song»
18. «Putting Holes in Happiness»
19. «Just a Car Crash Away»
20. «Tainted Love»
21. «Happiness Is a Warm Gun»
22. «The Dope Show»
23. «Rock Is Dead»
24. «Coma White»/«Coma Black (a) Eden Eye»
25. «Track 99»
26. «The Reflecting God»
27. «Prelude (The Family Trip)» (Tease)
28. «The Beautiful People» (містить інтро з «Baby You're a Rich Man»)
29. «Antichrist Superstar»
30. «1996»
31. «The Nobodies»
32. «This Is Halloween»
33. «Eat Me, Drink Me»
34. «Trio No. 2 in E-Flat Major for Piano, Violin, and Violoncello» (Outro)

## Учасники
Marilyn Manson
- Мерілін Менсон — вокал
- Тім Шьольд (з початку туру до 12 грудня 2007), Роб Голлідей (з 19 січня 2008 до кінця туру) — гітара
- Роб Голлідей (з початку туру до 12 грудня 2007), Твіґґі (з 19 січня 2008 до кінця туру) — бас-гітара
- Кріс Вренна — клавішні
- Джинджер Фіш — барабани

Інші гурти
- Slayer (Північноамериканський літній тур)
- Bleeding Through (Північноамериканський літній тур)
- The Spazzys (Тур Океанією)
- Turbonegro (Європейський зимовий тур)
- OURS (Північноамериканський зимовий тур)

## Дати концертів
| Дата                    | Місто                            | Країна        | Місце проведення                                 |
| Європа (літо)           | Європа (літо)                    | Європа (літо) | Європа (літо)                                    |
| ----------------------- | -------------------------------- | ------------- | ------------------------------------------------ |
| 26.05.2007              | Ландґраф                         | Нідерланди    | PINKPOP                                          |
| 28.05.2007              | Мілан                            | Італія        | PalaSharp                                        |
| 29.05.2007              | Флоренція                        | Італія        | PalaSport                                        |
| 31.05.2007              | Тулон                            | Франція       | Zenith-Toulon                                    |
| 02.06.2007              | Лорка                            | Іспанія       | Lorca Rock Festival                              |
| 04.06.2007              | Ліон                             | Франція       | Halle Tony Garnier                               |
| 05.06.2007              | Берсі                            | Франція       | Palais Omnisport                                 |
| 09.06.2007              | Дербі                            | Англія        | Download Festival                                |
| 11.06.2007              | Люксембург                       | Люксембург    | Rockhal                                          |
| 13.06.2007              | Прага                            | Чехія         | T-Mobile Arena                                   |
| 15.06.2007              | Інтерлакен                       | Швейцарія     | Greenfield Festival                              |
| 16.06.2007              | Нікельсдорф                      | Австрія       | Nova Rock Festival                               |
| 17.06.2007              | Хемніц                           | Німеччина     | Woodstage Festival                               |
| 20.06.2007              | Любляна                          | Словенія      | Krizanke Monastery                               |
| 22.06.2007              | Нойгаузен-об-Ек                  | Німеччина     | Southside Festival                               |
| 23.06.2007              | Шессель                          | Німеччина     | Hurricane Festival                               |
| 24.06.2007              | Берлін                           | Німеччина     | Zita Rock Festival                               |
| 26.06.2007              | Дортмунд                         | Німеччина     | Westfalenhalle                                   |
| 28.06.2007              | Верхтер                          | Бельгія       | Rock Werchter                                    |
| 29.06.2007              | Бельфор                          | Франція       | Eurockéennes de Belfort                          |
| 01.07.2007              | Бухарест                         | Румунія       | B'estival                                        |
| 02.07.2007              | Стамбул                          | Туреччина     | Radar Festival                                   |
| 04.07.2007              | Софія                            | Болгарія      | Akademik Stadium                                 |
| 07.07.2007              | Бобіталь                         | Франція       | Terre Neuvas Festival                            |
| Південна Америка (літо) |                                  |               |                                                  |
| 25.07.2007              | Вест-Палм-Біч, штат Флорида      | США           | Sound Advice Amphitheatre                        |
| 27.07.2007              | Тампа, штат Флорида              | США           | Ford Amphitheatre                                |
| 28.07.2007              | Атланта, штат Джорджія           | США           | HiFi Buys Amphitheatre                           |
| 30.07.2007              | Колумбія, штат Меріленд          | США           | Merriweather Post Pavilion                       |
| 31.07.2007              | Клівленд, штат Огайо             | США           | Tower City Amphitheatre                          |
| 02.08.2007              | Філадельфія, штат Пенсильванія   | США           | Tweeter Center                                   |
| 04.08.2007              | Вустер, штат Массачусетс         | США           | DCU Center                                       |
| 05.08.2007              | Голмдел-Тауншип, штат Нью-Джерсі | США           | PNC                                              |
| 07.08.2007              | Квебек                           | Канада        | Centre de Foire                                  |
| 08.08.2007              | Монреаль                         | Канада        | Bell Centre                                      |
| 10.08.2007              | Торонто                          | Канада        | Molson Amphitheatre                              |
| 11.08.2007              | Детройт, штат Мічиган            | США           | DTE Music Theatre                                |
| 13.08.2007              | Чикаго, штат Іллінойс            | США           | Allstate                                         |
| 14.08.2007              | Міннеаполіс, штат Міннесота      | США           | Xcel                                             |
| 16.08.2007              | Лінкольн, штат Небраска          | США           | Pershing Center                                  |
| 18.08.2007              | Денвер, штат Колорадо            | США           | Coors Amphitheatre                               |
| 21.08.2007              | Сакраменто, штат Каліфорнія      | США           | Sleep Train Amphitheatre                         |
| 23.08.2007              | Конкорд, штат Каліфорнія         | США           | Sleep Train Pavilion                             |
| 24.08.2007              | Лос-Анджелес, штат Каліфорнія    | США           | Verizon Wireless Amphitheatre                    |
| 25.08.2007              | Сан-Дієго, штат Каліфорнія       | США           | San Diego Sports Arena                           |
| 27.08.2007              | Фінікс, штат Аризона             | США           | Cricket Pavilion                                 |
| 28.08.2007              | Альбукерке, штат Нью-Мексико     | США           | Journal Pavilion                                 |
| 30.08.2007              | Даллас, штат Техас               | США           | Nokia Theatre                                    |
| 31.08.2007              | Г'юстон, штат Техас              | США           | Reliant Arena                                    |
| 01.09.2007              | Сан-Антоніо, штат Техас          | США           | Verizon Wireless Amphitheatre                    |
| Південна Америка        |                                  |               |                                                  |
| 18.09.2007              | Мехіко                           | Мексика       | Salón Vive Cuervo                                |
| 19.09.2007              | Мехіко                           | Мексика       | Salón Vive Cuervo                                |
| 21.09.2007              | Буенос-Айрес                     | Аргентина     | Club Ciudad de Buenos Aires                      |
| 22.09.2007              | Богота                           | Колумбія      | Megaeventos                                      |
| 25.09.2007              | Ріо-де-Жанейро                   | Бразилія      | Fundicao                                         |
| 26.09.2007              | Сан-Паулу                        | Бразилія      | Via Funchal                                      |
| 29.09.2007              | Ріо-де-Жанейро                   | Бразилія      | Estadio Pepsi Music                              |
| Океанія                 |                                  |               |                                                  |
| 03.10.2007              | Окленд                           | Нова Зеландія | Auckland Town Hall                               |
| 05.10.2007              | Мельбурн                         | Австралія     | Festival Hall                                    |
| 06.10.2007              | Сідней                           | Австралія     | Hordern Pavilion                                 |
| 08.10.2007              | Брисбен                          | Австралія     | Brisbane Entertainment Centre                    |
| 11.10.2007              | Аделаїда                         | Австралія     | Adelaide Thebarton Theatre                       |
| 13.10.2007              | Перт                             | Австралія     | Perth Challenge Stadium                          |
| Японія                  |                                  |               |                                                  |
| 16.10.2007              | Фукуока                          | Японія        | ZEPP                                             |
| 17.10.2007              | Наґоя                            | Японія        | ZEPP                                             |
| 18.10.2007              | Токіо                            | Японія        | Studio Coust                                     |
| 21.10.2007              | Сайтама                          | Японія        | Saitama Super Arena                              |
| 23.10.2007              | Осака                            | Японія        | Jo Hall                                          |
| Європа (зима)           |                                  |               |                                                  |
| 10.11.2007              | Санкт-Петербург                  | Росія         | СКК «Петербурзький»                              |
| 13.11.2007              | Москва                           | Росія         | B1 Maximum                                       |
| 14.11.2007              | Москва                           | Росія         | B1 Maximum                                       |
| 17.11.2007              | Монпельє                         | Франція       | Zenith Sud                                       |
| 19.11.2007              | Лісабон                          | Португалія    | Atlantic Pavillion                               |
| 20.11.2007              | Мадрид                           | Іспанія       | Palacio Deportes                                 |
| 22.11.2007              | Барселона                        | Іспанія       | Pavello Olympic Badalona                         |
| 23.11.2007              | Більбао                          | Іспанія       | BEC                                              |
| 26.11.2007              | Відень                           | Австрія       | Stadhalle                                        |
| 27.11.2007              | Мюнхен                           | Німеччина     | Zenith                                           |
| 29.11.2007              | Цюрих                            | Швейцарія     | Hallenstadion                                    |
| 30.11.2007              | Бьобліґен                        | Німеччина     | Sporthalle                                       |
| 02.12.2007              | Гамбург                          | Німеччина     | Sporthalle                                       |
| 03.12.2007              | Оффенбах-на-Майні                | Німеччина     | Stadthalle                                       |
| 05.12.2007              | Лондон                           | Англія        | Wembley Arena                                    |
| 06.12.2007              | Манчестер                        | Англія        | Central                                          |
| 08.12.2007              | Глазго                           | Шотландія     | Braehead Arena                                   |
| 09.12.2007              | Бірмінгем                        | Англія        | NEC Arena                                        |
| 11.12.2007              | Брюссель                         | Бельгія       | Vorst Nationaal                                  |
| 12.12.2007              | Гертогенбос                      | Нідерланди    | Brabanthallen                                    |
| 14.12.2007              | Копенгаген                       | Данія         | Valby Hall                                       |
| 15.12.2007              | Стокгольм                        | Швеція        | Hovet                                            |
| 17.12.2007              | Гетеборг                         | Швеція        | Scandinavium                                     |
| 18.12.2007              | Осло                             | Норвегія      | Spektrum                                         |
| 20.12.2007              | Гельсінкі                        | Фінляндія     | Ice Hall                                         |
| 22.12.2007              | Таллін                           | Естонія       | Saku Arena                                       |
| Північна Америка (зима) |                                  |               |                                                  |
| 19.01.2008              | Орландо, штат Флорида            | США           | Hard Rock Live                                   |
| 20.01.2008              | Маямі, штат Флорида              | США           | Fillmore                                         |
| 22.01.2008              | Атланта, штат Джорджія           | США           | Tabernacle                                       |
| 24.01.2008              | Балтимор, штат Меріленд          | США           | Rams Head                                        |
| 26.01.2008              | Бостон, штат Массачусетс         | США           | Orpheum                                          |
| 27.01.2008              | Філадельфія, штат Пенсильванія   | США           | Electric Factory Ballroom                        |
| 29.01.2008              | Нью-Йорк, штат Нью-Йорк          | США           | Hammerstein Ballroom                             |
| 30.01.2008              | Нью-Йорк, штат Нью-Йорк          | США           | Hammerstein Ballroom                             |
| 01.02.2008              | Клівленд, штат Огайо             | США           | House of Blues                                   |
| 02.02.2008              | Колумбус, штат Огайо             | США           | Promowest Pavilion                               |
| 04.02.2008              | Детройт, штат Мічиган            | США           | State Theatre                                    |
| 05.02.2008              | Чикаго, штат Іллінойс            | США           | Aragon                                           |
| 07.02.2008              | Мілвокі, штат Вісконсин          | США           | Eagles Ballroom                                  |
| 08.02.2008              | Міннеаполіс, штат Міннесота      | США           | Myth                                             |
| 10.02.2008              | Сент-Луїс, штат Міссурі          | США           | Pageant                                          |
| 11.02.2008              | Канзас-Сіті, штат Міссурі        | США           | Uptown Theater                                   |
| 13.02.2008              | Денвер, штат Колорадо            | США           | Fillmore                                         |
| 14.02.2008              | Солт-Лейк-Сіті, штат Юта         | США           | Saltair(Перенесено на 15.02.2008)                |
| 15.02.2008              | Солт-Лейк-Сіті, штат Юта         | США           | Saltair(Перенесено з 14.02.2008)                 |
| 16.02.2008              | Ванкувер                         | Канада        | Orpheum(Перенесено на 17.02.2008)                |
| 17.02.2008              | Ванкувер                         | Канада        | Queen Elizabeth Theatre(Перенесено з 16.02.2008) |
| 18.02.2008              | Сієтл, штат Вашингтон            | США           | Paramount Theatre                                |
| 20.02.2008              | Сан-Франциско, штат Каліфорнія   | США           | Warfield                                         |
| 22.02.2008              | Лос-Анджелес, штат Каліфорнія    | США           | Wiltern                                          |
| 23.02.2008              | Лос-Анджелес, штат Каліфорнія    | США           | Wiltern                                          |
| 25.02.2008              | Сан-Дієго, штат Каліфорнія       | США           | House of Blues                                   |
| 27.02.2008              | Фінікс, штат Аризона             | США           | Dodge Theatre                                    |
| 29.02.2008              | Даллас, штат Техас               | США           | House Of Blues                                   |
| 01.03.2008              | Остін, штат Техас                | США           | Austin Music Hall                                |
| 02.03.2008              | Г'юстон, штат Техас              | США           | Verizon Wireless Theatre                         |